# Рассел Аллен
Рассел Аллен (англ. Russell Allen, нар. 19 липня 1971, Лонг Біч, Каліфорнія, США) — американський співак, відомий як вокаліст американського прогресив-метал гурту Symphony X, а також як учасник супергруп Star One, Allen-Lande та Adrenaline Mob.

## Біографія
Перед початком роботи в Symphony X, Аллен був актором в Medieval Times Dinner Theater, виконуючи роль лицаря. В 1995 році Аллен був запрошений до гурту Symphony X на роль вокаліста, де працює й понині.
У 2005 році Аллен випустив свій єдиний соло-альбом Atomic Soul. Альбом витриманий в стилі хард-рок. Під час туру в підтримку альбому, Аллен окрім вокалу, також грав на бас-гітарі.
Окрім роботи в основній групі Symphony X, Расселл Аллен з 2011 року є учасником супергрупи Adrenaline Mob, сформованої Алленом, колишнім барабанщиком Dream Theater Майком Портним та гітаристом Майком Орландо.
Також з 2002 року Расселл є учасником супергурту Star One.

## Музичний стиль та вподобання
Як зізнався сам Аллен, він виріс у родині, де полюбляли різножанрову музику, що й вплинуло на його музичний стиль. Мати та старше покоління слухало кантрі (особливо юному Расселлу подобався Віллі Нельсон), а батько та дядько рок-музику (The Beatles та Pink Floyd відповідно). Пізніше, після знайомства з метал-музикою, на Аллена вплинули Van Halen, Led Zeppelin, Iron Maiden, Dio, Black Sabbath, Ozzy Osbourne, Роб Хелфорд з Judas Priest, Пол Роджерс з Bad Company та Рей Гіллен (Badlands, ex-Black Sabbath), з яким Аллен познайомився після переїзду до Нью-Йорку. Після початку кар'єри співака в Нью-Джерсі, на становлення особистого стилю Аллена мали сильний вплив Кріс Корнелл з Soundgarden та Лейн Стейлі з Alice in Chains.
Мультиінструменталіст та композитор Ар'єн Лукассен так описав Расселла Аллена:

Расселл має дуже потужний і гнучкий голос, до того ж він відмінний музикант і фронтмен. Расселл один з небагатьох співаків, з якими мені не треба бути присутнім при записі, але коли по телефону він дав мені заслухати партію, яку він співав, мої очі наповнилися слізьми. Расселл гадав я жартую, але я був дійсно вражений! На даний час, Расселл один з найкращих вокалістів у світі. І він довів це впродовж туру Star One.
Оригінальний текст (англ.)
Russell has a very powerful and versatile voice, and on top of that he is a great musician and performer. Russell was one of the few singers with whom I didn’t need to be present during recording, but when on the phone he let me hear the parts he had sung, my eyes filled with tears. Russell thought I was joking, but I was truly moved! At the moment Russell is one of the best singers in the world. And he proved that during the Star One tour.

З Лукассеном Аллен співпрацює як один з основних вокалістів його проекту Star One і як запрошений вокаліст на альбомі Ayreon Universal Migrator Part 2: Flight of the Migrator.

## Особиста інформація
За словами самого Аллена, він є прихильником спорту та відеоігор. Аллен є фанатом команди з американського футболу Окленд Рейдерс, полюбляє стратегічні ігри на ПК, катання на лижах та рибалку.

## Цікаві факти
- Расселла Аллена також інколи називають «Сер Расселл Аллен». Так він жартівливо підписаний на альбомах музичного проекту Ар'єна Лукассена Star One, який відмітив колишню «роботу» Аллена як лицаря.

## Дискографія

### Соло
- Atomic Soul (2005)

### ЗSymphony X
- The Damnation Game (1995)
- The Divine Wings of Tragedy (1997)
- Twilight in Olympus (1998)
- V: The New Mythology Suite (2000)
- Live on the Edge of Forever (2001)
- The Odyssey (2002)
- Paradise Lost (2007)
- Iconoclast (2011)

### ЗStar One
- Space Metal (2002)
- Live on Earth (2003)
- Victims of the Modern Age (2010)

### ЗAllen/Lande
- The Battle (2005)
- The Revenge (2007)
- The Showdown (2010)

### ЗAdrenaline Mob
- Adrenaline Mob (EP) (2011)
- Omertà (2012)
- Covertà (EP) (2013)

### Гостьова участь

#### ЗAyreon
- Flight of the Migrator (2000) — вокал на Dawn of a Million Souls

#### ЗGenius — A Rock Opera
- Episode 2: In Search of the Little Prince (2004) — як The Dream League Commander

#### ЗAvantasia
- The Wicked Symphony (2010)
- Angel of Babylon (2010)

#### ЗReVamp
- ReVamp (2010) — вокал на Sweet Curse

#### ЗDGM
- Momentum (2013) — вокал на Reason

#### З групоюAvalon[en]Timo Tolkki
- The Land of New Hope (2013)

#### ЗMagnus Karlsson
- Free Fall (2013) — вокал на титульній пісні

#### З Amadeus Awad's EON
- The Book Of Gates — (2014)

#### З Noturnall
- TBA (2014) — вокал на Nocturnal Human Side